# Cazorla-bjergene
Cazorla-bjergene (spansk: Sierra de Cazorla) er en bjergkæde i det præbaetiske system i Jaén-provinsen i Spanien. Den er opkaldt efter den antikke by Villa de Cazorla, og har givet navn til floden Segura. Bjergkædens højeste top er Gilillo med 1.847 m.o.h. Bjergkæden er beliggende mellem Sierra Nevada, Segura-bjergene og Pozo-bjergene.